# 金東石
金 東石（キム・ドンソク、朝: 김동석、1923年8月23日 - 2009年3月26日）は、大韓民国の軍人、政治家。

## 経歴
1923年8月、大日本帝国朝鮮咸鏡北道明川の七宝山の麓で生まれる。中華民国広州の黄埔軍官学校を経て、中国国民党愛国義勇隊部隊長や金九の警護員などを務めた。南北朝鮮が日本から離脱すると、故郷明川を統治する朝鮮民主主義人民共和国ではなく朝鮮半島南部を実効支配する韓国に帰国。1949年、韓国陸軍士官学校（8期）卒業、任少尉（軍番13580番）。韓国陸軍第17連隊11中隊長として朝鮮戦争に参加した。 戦争勃発初期、中隊長として在任し、北朝鮮軍15師団（師団長：朴成哲少将）に大打撃を与えた化寧場の戦いに参加。後に陸軍本部情報参謀部所属の米軍連絡将校の発令を受け、諜報世界に入り、仁川上陸作戦とソウル奪還作戦で決定的な情報を収集する戦果を上げた。以後、韓国陸軍諜報部隊第1師団地区隊長を経て1952年から1961年5・16軍事クーデターが発生するまで東海岸の諜報業務を担当した第36地区隊を率いた。しかし、5・16軍事クーデターに協力しなかったという理由で1961年、陸軍大佐として予備役編入した後、江原道三陟郡守、江陵市長、木浦市長、咸鏡北道知事、大韓柔道会副会長などを務めた。2002年5月、京畿道議政府米2師団内の戦争博物館に「金東石戦争英雄室」を作った。歌手チン・ミリョン（本名キム・ミリョン）は娘。

## 著書
- 回顧録 ：『This man、戦争英雄金東石（김동석 이 사람）』、2005年10月、ISBN 9788995449226。